# 山根節
山根 節（やまね たかし）は、日本の経営学者・会計学者・公認会計士。早稲田大学ビジネススクール教授。専門は経営戦略、組織マネジメント、会計管理。

## 略歴・人物
東京都生まれ。東京都立戸山高等学校、1973年早稲田大学政治経済学部政治学科卒業。1974年公認会計士第2次試験合格、同時に監査法人サンワ事務所（現・トーマツ）入社。1977年公認会計士資格取得。1982年慶應義塾大学大学院経営管理研究科修士課程修了。同年コンサルティング会社を設立して代表となる。1994年慶大経営管理研究科助教授。1997年3月慶應義塾大学大学院商学研究科博士課程修了（商学博士）。1998年米国スタンフォード大学客員研究員。2001年慶大経営管理研究科教授、2014年名誉教授。同年より早稲田大学ビジネススクール教授。
RJCカー・オブ・ザイヤー理事・選考委員、育児支援サービス産業研究会（経済産業省）座長その他公職を多数務める。

## 著書
- 『山根教授のアバウトだけどリアルな会計ゼミ』 （中央経済社、2011年）
- 『なぜ、あの会社は儲かるのか?』 山田英夫との共著（日経ビジネス人文庫、2009年）
- 『新版ビジネス・アカウンティング－財務諸表との格闘のすすめ』 （中央経済社、2008年）
- 『なぜ、あの会社は儲かるのか？』 共著（日本経済新聞社、2006年）
- 『経営の大局をつかむ会計－健全なドンブリ勘定のすすめ』 （光文社新書、2005年）
- 『日経で学ぶ経営戦略の考え方』 共著（日本経済新聞社、2004年）
- 『戦略と組織を考える－MBAのための7ケース』 （中央経済社、2003年）
- 『エンタテインメント発想の経営学－"遊び"が生む現代ヒット戦略』 （ダイヤモンド社、2001年）
- 『ビジネス・アカウンティング－MBAの会計管理』 （中央経済社、2001年）
- 『マルチメディア管理会計』 共著（中央経済社、1996年）
- 『日経ビジネスで学ぶ経営戦略の考え方』 共著（日本経済新聞社、1993年）